# Wuthara-Island-Nationalpark
Der Wuthara-Island-Nationalpark (engl.: Wuthara Island National Park) ist ein Nationalpark im Nordosten des australischen Bundesstaates Queensland. Früher hieß der Park Forbes-Islands-Nationalpark.

## Lage
Er liegt 1.962 Kilometer nordwestlich von Brisbane und etwa 40 Kilometer nordöstlich des Iron-Range-Nationalparks und von Lockhart River vor dem Cape Weymouth in der Korallensee.
In der Nachbarschaft liegen die Nationalparks Mitirinchi Island, Piper Islands, Ma’alpiku Island und Sir Charles Hardy Group.

## Landesnatur
Der Park besteht aus drei Inseln, die auf dem Festlandsockel Australiens liegen. Wuthara Island (früher: Forbes Island) liegt im Norden, die beiden kleineren (namenlosen) Nebeninseln südwestlich, bzw. südöstlich, der Hauptinsel. Felsige Hänge und Kaps steigen aus kleinen, geschützten Buchten auf. Die Inseln sind von Korallenriffs umgeben.

## Flora und Fauna
Die Inseln sind mit niedrigem Myrtenheidengebüsch und Gras bewachsen.
Verschiedene Wasser- und sonstige Vögel findet man auf den Inseln.

## Einrichtungen und Zufahrt
Das wilde Campen ist auf der Hauptinsel gestattet, aber es gibt keine besonderen Einrichtungen. Allerdings dürfen nicht mehr als 10 Leute gleichzeitig dort zelten.
Der Nationalpark ist nur mit privaten Booten vom Hafen in Lockhart River aus zu erreichen. Lockhart River wiederum ist über eine 107 Kilometer lange Stichstraße (unbefestigte Piste) an die Peninsula Developmental Road, bzw. die Telegraph Road im Westen angeschlossen.